# A Escrita da História
A Escrita da História (em francês, L' écriture de l'histoire) é um livro escrito pelo historiador francês Michel de Certeau e publicado em 1975 pela editora Gallimard. 
Considerado o mais importante da obra de Certeau, o livro busca, a partir da tradição francesa e da história das religiões, tratar de assuntos diversos, como história, misticismo, psicanálise, estudos culturais, religião, literatura, filosofia e antropologia aplicados ao estudo da historiografia.  No livro, Certeau lança a ideia de uma "operação historiográfica", referente ao ofício dos historiadores, que provocou uma grande mudança na concepção sobre o trabalho profissional com a história. A operação historiográfica tira do centro da análise o acontecimento histórico e coloca em seu lugar a operação a partir da qual o historiador o analisa. 
A operação historiográfica está dividida em três dimensões: um lugar social, uma prática científica (disciplina) e um discurso.  Assim, o passado passa a ser visto não como algo dado, mas construído pelos historiadores a partir de escolhas e códigos sociais que dizem respeito ao seu próprio tempo. 